# Mor braz
El Mor braz (en bretón: Mor bras, que literalmente significa «gran mar») es una bahía localizada en la costa atlántica de la Francia continental, en el sur de la región de Bretaña.  Está limitada por la península de Quiberon, al oeste; por Carnac, la península de Rhuys, Damgan y el estuairio del Vilaine, al norte; y por Le Croisic, al este. La parte occidental del Mor braz es la bahía de Quiberon, en cuyo fondo está el golfo de Morbihan.
En el área de Mor braz hay en estudio un proyecto de creación de parque natural marino (parc naturel marin).

## Fauna
Esta zona marítima constituye un conjunto  funcional importante para el reagrupamiento de las aves marinas a lo largo de la fachada atlántica. La zona es lugar de paso de numerosas aves. De septiembre a octubre, está presente la pardela balear (Puffinus mauretanicus) y en invierno se pueden observar el colimbo chico  (Gavia stellata), el arao común (Uria aalge), el alca común  (Alca torda) y la gaviota tridáctila  (Rissa tridactyla). Más raros son el negrón común  (Melanitta nigra) y el pato cola larga  (Clangula hyemalis).  Mor braz es terreno de caza de las golondrinas de mar (charrán común y charrán patinegro). El período de migración pre y post nupcial permite observar al alcatraz común  (Morus bassanus), al págalo grande (Catharacta skua) y al petrel (ave)  (Hydrobates pelagicus).

## Natura 2000
La parte oriental de Mor braz está clasificada como Zona de Especial Protección FR5212013 en el programa  Natura 2000. Mor braz comprende las siguientes zonas de interés comunitario:
- pantano del Mès,  bahía y dunas de Pont-Mahé y étang du Pont de Fer (FR5200626);
- pantanos salados de Guérande, traicts du Croisic y de las dunas dunes de Pen-Bron (FR5200627);
- meseta del Four (FR5202010);
- estuario del Vilaine (FR5300034);
- rivière de Penerf y pantano de Suscinio (FR5300030).